# Expulsión de los españoles de América
La expulsión de los españoles de América fue la emigración forzosa de la población civil española sufrida durante la guerra y posteriormente durante la persecución y expulsión debido a las leyes de los nuevos estados con el objeto de consolidar su independencia. Se produjo como resultado de las medidas tomadas contra ellos por los Estados americanos surgidos de las Guerras de Independencia Hispanoamericanas. Fue un proceso que se extendió a nivel continental y que tuvo su origen en una serie de razones políticas, y que estuvo dirigido en principio contra los individuos que habían ocupado cargos en la administración española, para luego extenderse contra la población española en general, bajo acusaciones diversas.

## Demografía de los españoles peninsulares
En un estudio reciente se describe los censos poblacionales recogidos del siglo XIX sobre la población que participó en los procesos de independencias en Hispanoamérica y describen el peso de cada etnia en la población de la España americana. Así, había cerca de 35 millones de habitantes en toda la América española en 1825. Eran indígenas casi 9 millones de personas, proporcionalmente eran indígenas el 25%. En torno al millón y medio eran criollos o españoles, es decir blancos, y unos dos millones eran personas de origen africano. En ese año 1825 eran mestizos el 61% de la población hispanoamericana, es decir, algo más de 22 millones de personas, y de esta población mestiza, un millón eran afroamericanos.
El vocablo españoles era un término impreciso en esta época, y fue empleado como sinónimo de persona blanca, se daba lo mismo al peninsular, al criollo o incluso a cualquier europeo blanco. Acorde a Alexander von Humboldt, la población blanca de procedencia peninsular en las Indias españolas hacia 1800 era de 150 000 personas (a las que habría que sumar 2 900 000 criollos) pero el historiador John Lynch sostiene que la cifra real era solo de 30 000, como mucho 40 000, aunque admite que la cifra solo es una conjetura pues solo México ofrece datos confiables (14 000 según él, la zona de mayor concentración). Otros estudiosos hablan de 150 000 a 200 000 europeos entre cuatro millones de blancos (para una Hispanoamérica de diecisiete millones de habitantes). Francisco Antonio Encina dice que la población española se estima en 70 000 en México, 12 000 en Venezuela y menos de 6000 en Chile. Se estima que en el actual territorio argentino había de 3100 a 3500 «españoles europeos», y en su capital entre 1570 y 3000. En Lima se concentraban hasta 12 000. Durante el siglo XVIII, 53 000 españoles emigraron a América, la absoluta mayoría varones de Andalucía, Canarias y el norte español, muchos de ellos funcionarios imperiales, religiosos, oficiales militares y comerciantes. Cerca de 20 000 huyeron entre 1810 y 1826 desde la América continental a Cuba y crearon un fuerte sentimiento proespañol.

## México y Centroamérica

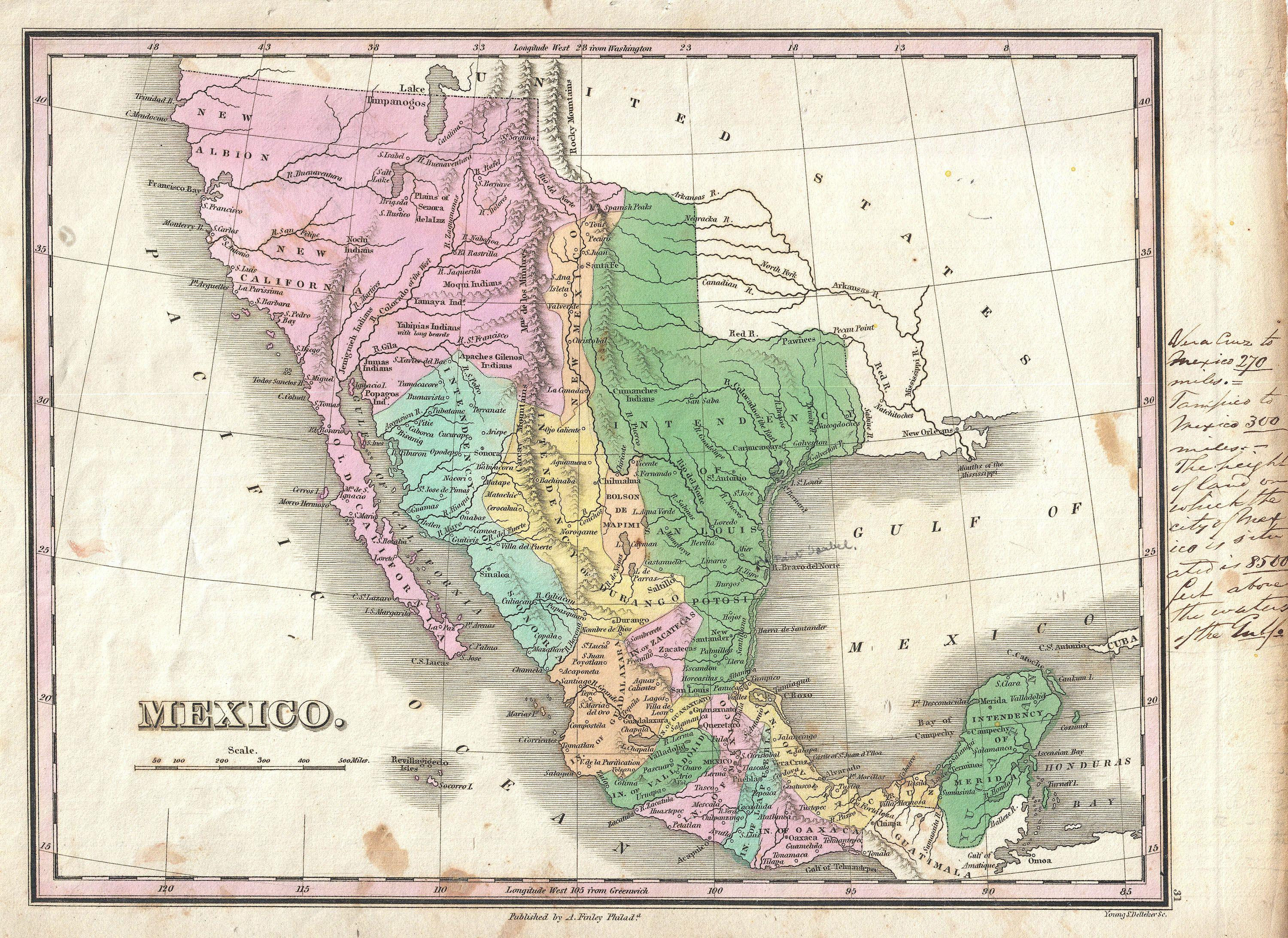
Mapa de México hacia 1827.

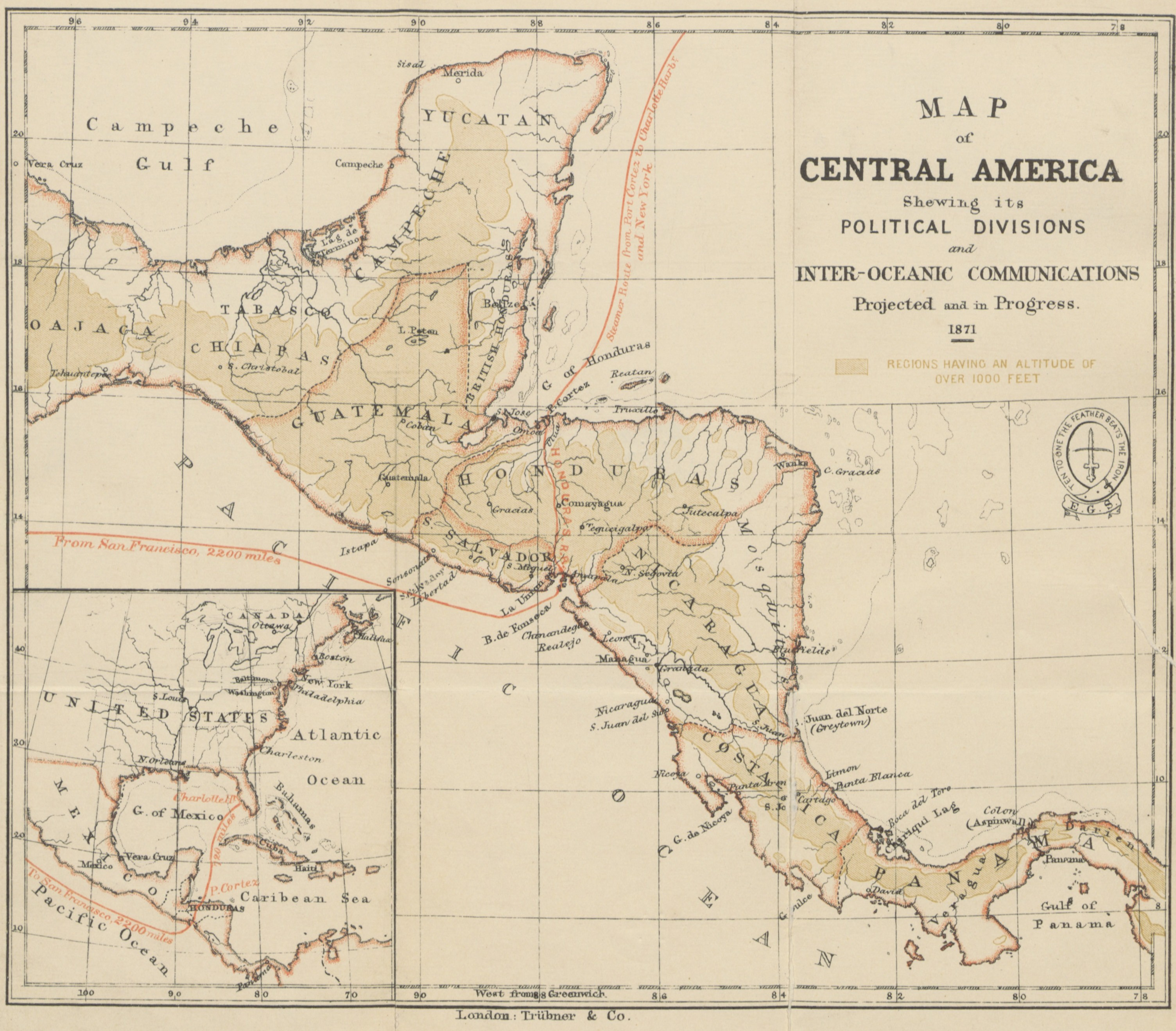
Centroamérica a mediados del.

El 10 de mayo de 1827 se promulgó la ley de empleo, por la que ningún español de nacimiento podría ocupar cargo alguno en la administración pública, civil o militar. En agosto se propuso la primera ley de expulsión de todos los españoles sin excepción, con un plazo de 30 días, y la condición de poder sacar del país únicamente la tercera parte de sus bienes. Jalisco fue el primer lugar en ponerlo en práctica dando un plazo de 20 días; además se les prohibía el derecho a reunión. Otros estados tomaron medidas similares. Ya a nivel de todo el país se promulgó el 20 de diciembre de 1827 la primera ley de expulsión de los españoles, con 42 votos a favor y 13 en contra. En 1829 se promulgó una segunda ley de expulsión. A consecuencia de esas leyes, entre los años 1827 y 1829 fueron expulsados de México en razón de su origen español 7148 personas, según cifras del investigador estadounidense Harold Sims en su obra La Descolonización de México. En 1830 quedaban menos de 2000 españoles en esa región. Algunos de estos conspiraban con los agentes de Fernando VII en favor de la reconquista española, ya que la antigua Metrópoli se negaba a reconocer la Independencia. En 1836 las relaciones mejorarían con la firma, el 28 de diciembre en Madrid, del Tratado definitivo de paz y amistad entre México y España.
La no aceptación de la independencia de México produjo severas consecuencias diplomáticas entre ambas naciones. Los fuertes resentimientos políticos de criollos y mestizos en contra de los españoles generaron una expulsión masiva de hispanos peninsulares hacia los Estados Unidos, Filipinas, Cuba, Puerto Rico y Europa; entre los expulsados estaban los descendientes del Emperador Agustín de Iturbide cuando se implanta el gobierno republicano. Los españoles que cambiaron su nacionalidad, lo hicieron por conservar sus vastas propiedades como haciendas, fincas, ranchos, a cambio de la aceptación y reconocimiento del gobierno republicano y la negación de títulos nobiliarios. Estaban distribuidos por todo el territorio nacional, desde las Californias hasta la Península de Yucatán. La hispanidad seguía siendo la base de la identidad nacional en medio de una población mayoritariamente indígena, aunque al paso de los años se modificó la composición étnica de la joven nación por el predominio del mestizaje. Los españoles que obtengan pensión, sueldos de la federación o beneficio eclesiástico, disfrutarán la parte que les corresponda según derecho, si se establecen en algunas de las repúblicas o naciones amigas, con noticia de su existencia o residencia por los cónsules de ésta, y lo perderán si pasan a los puntos dominados por el rey de España.
En 1856, hubo confrontaciones entre mexicanos y españoles por el control de las propiedades de los ingenios azucareros de los recién formados estados de Morelos y Guerrero, propiamente en la región de Tierra Caliente. El conflicto terminó con el asesinato de ciudadanos españoles en la Hacienda de San Vicente Chiconcuac y la Hacienda de Dolores. El sentimiento nacionalista y antihispano de los mexicanos prevaleció ante los privilegios que tenían los españoles peninsulares que habían permanecido en el país después del movimiento independentista por mantener sus propiedades.

## La Gran Colombia

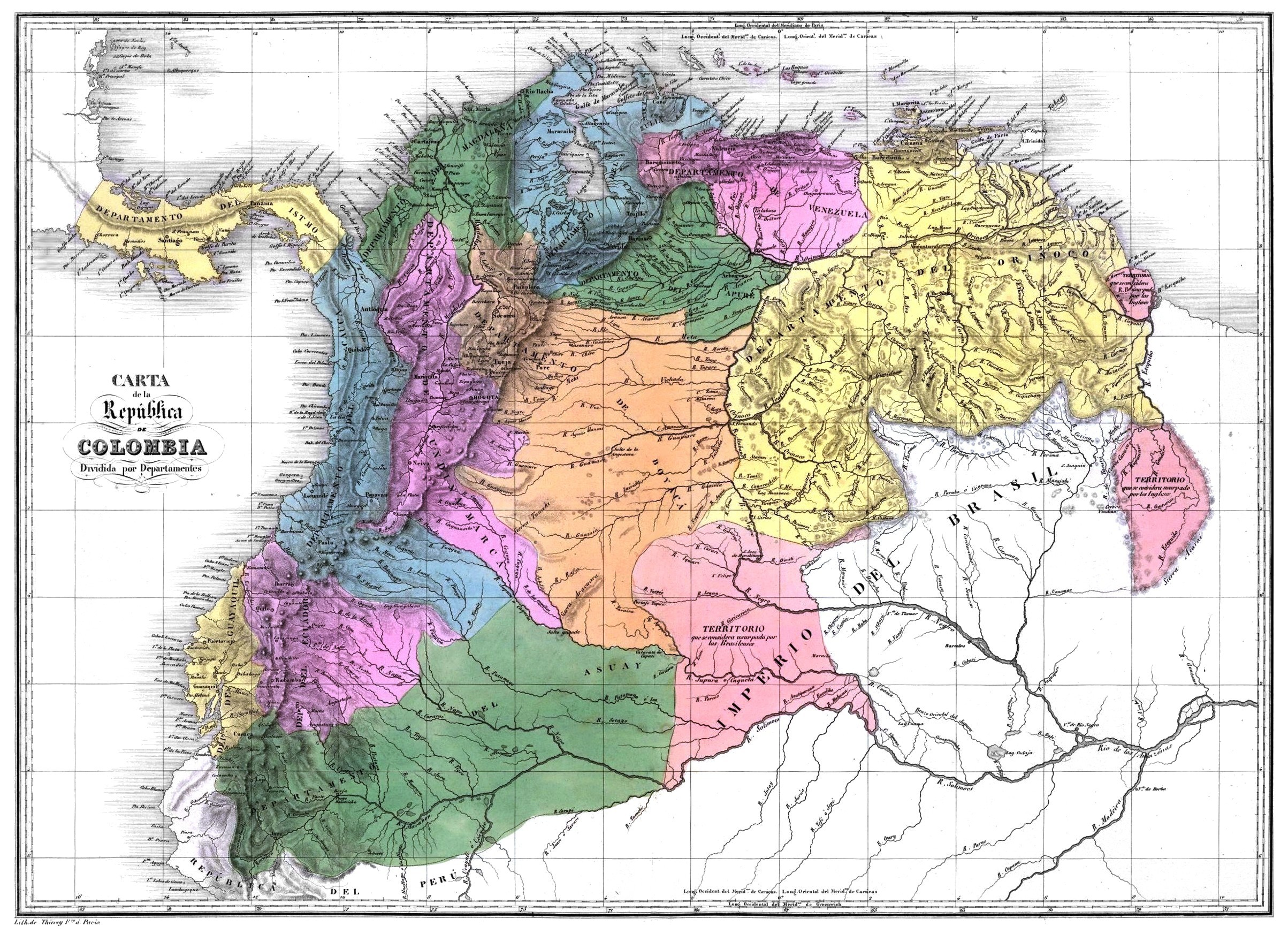
Mapa de la Gran Colombia hacia 1824.

En el año 1823 se da el decreto de expulsión (7 de julio) del territorio venezolano de todos los españoles (peninsulares y canarios). La medida es ejecutada por el vicepresidente Soublette (11 de noviembre). Antes de la caída de la ciudad de Puerto Cabello ese año 1823 en poder independiente, una población de 4000 españoles se había exiliado de su puerto. Concluida la guerra, el gobierno de la Gran Colombia ordenó la expulsión del territorio de todos los españoles de origen peninsular que no demostrasen haber formado parte del movimiento independiente, exceptuando la rareza de los ancianos de más de 80 años de edad, lo que ya no se justificaba únicamente con motivos políticos. 

"Concluimos la guerra de la independencia arrojando a todos nuestros enemigos, es decir, a todo el comercio español tenedor de la especie circulante y luego, ya victoriosos, para que nos dejaran construir, para afianzar la paz, una ley general de expulsiones arrojó con ellos los restos".

## Las provincias argentinas

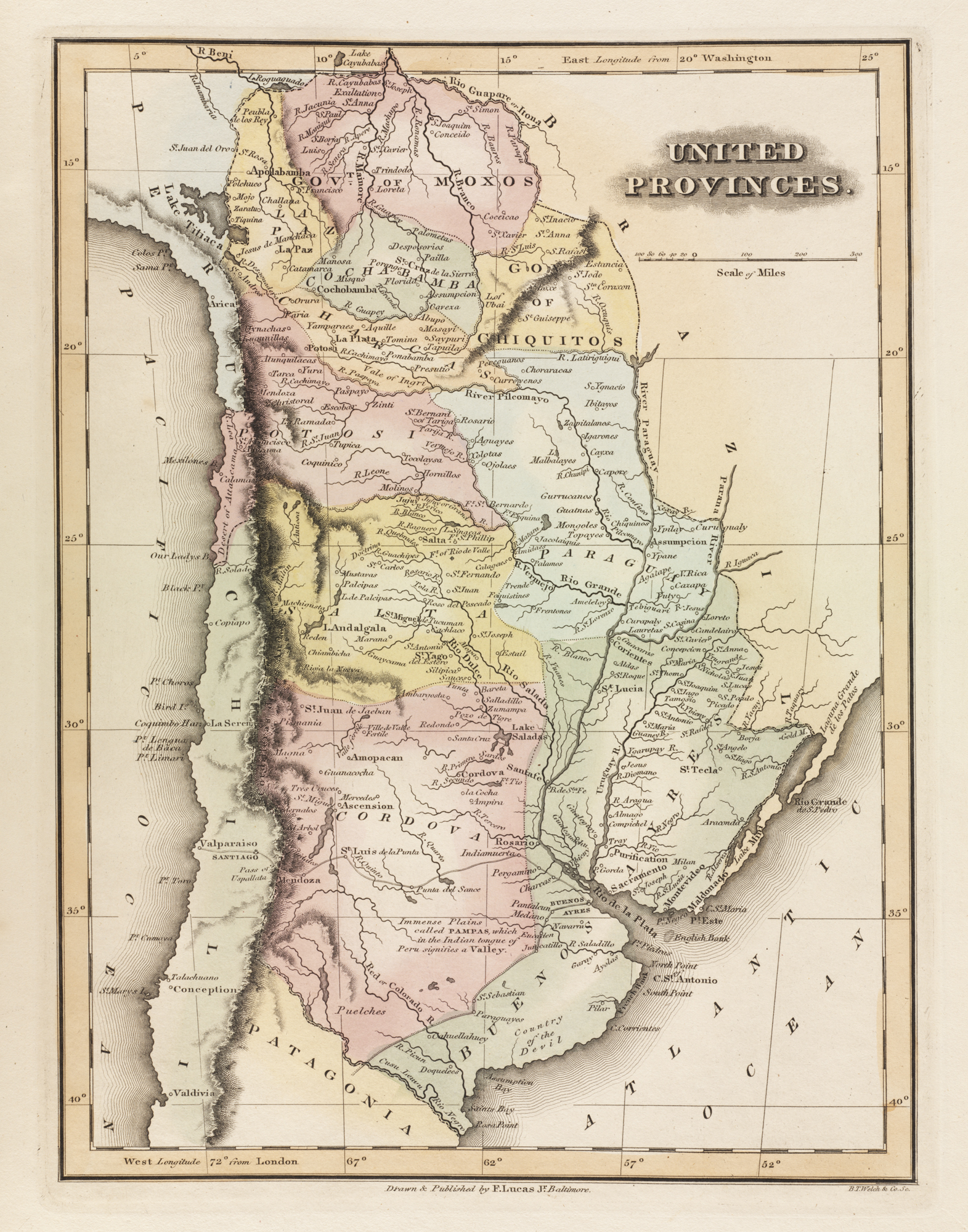
Provincias Unidas del Río de la Plata en 1823.

El 6 de diciembre de 1810, la junta emitió una circular ordenando que en el futuro no se debían conferir cargos administrativos a los no nacidos en el país, pudiendo mantenerlos los que ya los desempeñaban. Además se impusieron penas de confinamiento. Decenas de españoles peninsulares sufrieron penas de prisión en relación con la fallida Asonada de Álzaga de 1809 y la posterior conspiración de Martín de Álzaga del 1 de julio de 1812 contra el Primer Triunvirato.
Un ejemplo de las medidas tomadas contra los peninsulares es el bando publicado por el gobernador artiguista de Montevideo, Fernando Otorgués, de fecha 15 de marzo de 1815:

Ningún individuo español podrá mezclarse pública y privadamente en los negocios políticos de esta Provincia, esparciendo ideas contrarias a su libertad, con el sutil pretexto de hacer la felicidad del país, ni con otro alguno. El que a ello contraviniere será a las 24 horas irremisiblemente fusilado, incurriendo en la misma pena el que lo supiese y no lo delatare. Con igual pena será castigado el vecino que fuera aprehendido en reuniones o corrillos sospechosos, criticando las operaciones del gobierno.

En Paraguay, Gaspar Rodríguez de Francia hizo expulsar a cien o doscientos españoles a Corrientes; los que pudieron quedarse debieron por ley casarse con indias de las antiguas misiones.

## Chile y Perú

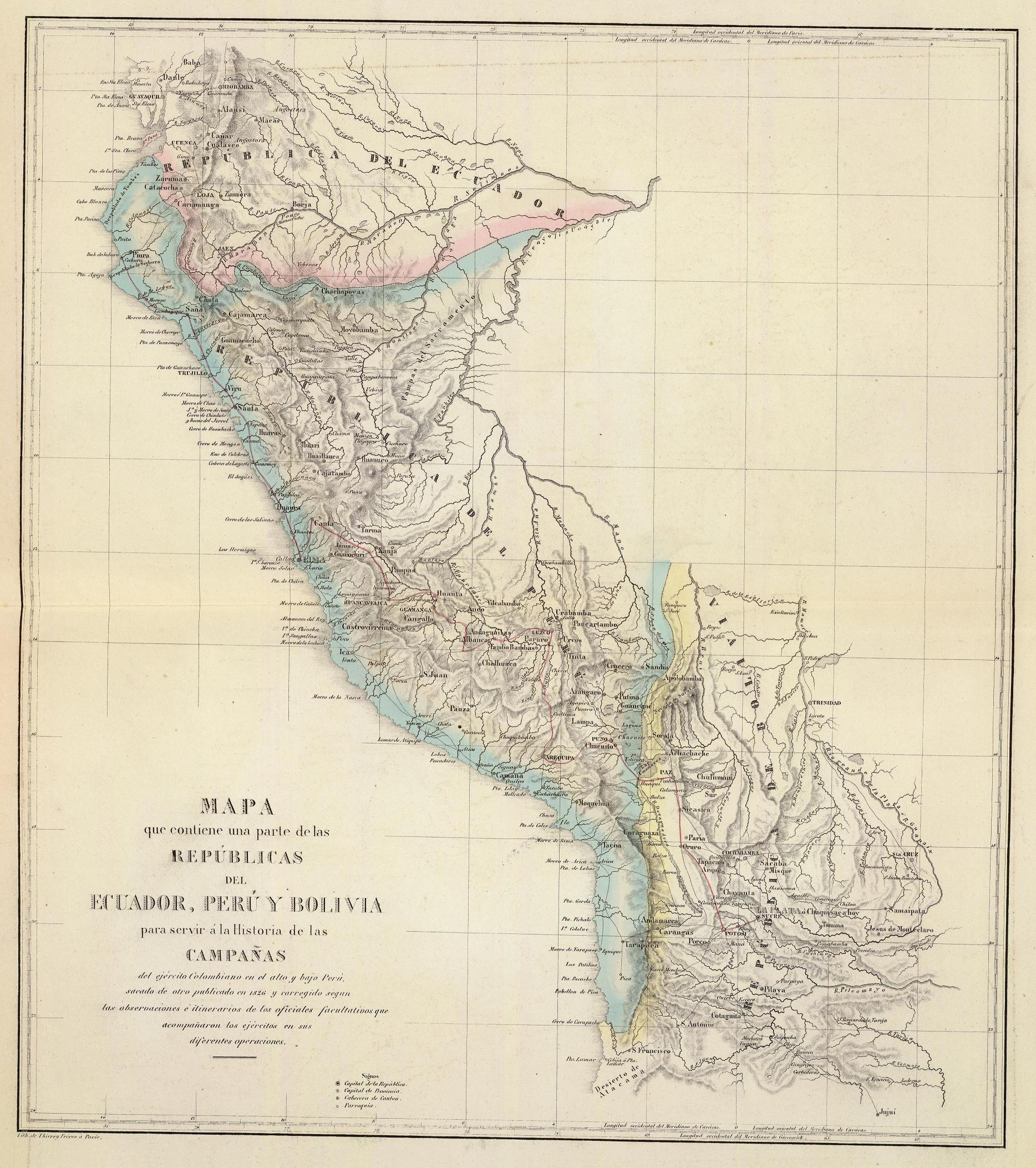
Campañas de independencia en Ecuador, Perú y Bolivia, años 1823 a 1826.

En Chile O'Higgins dio paso a una inmediata reconciliación con los españoles europeos tras la derrota del virreinato peruano. En el Perú la población española concentrada principalmente en Lima sufrió todos los rigores de las medidas de terror tomadas por Bernardo Monteagudo amparado en la llegada de la Expedición Libertadora del Perú. Como parte de las medidas de represión se prohibió la salida del domicilio después de la hora de oración y se cometieron 4.000 actos de confinamiento en prisiones contra civiles españoles.[cita requerida] A finales de 1821 se embargaron todos los bienes de los emigrados o residentes en territorios del rey de España. Tras la derrota de las armas patriotas en la batalla de Ica se tomaron como rehenes a 600 civiles españoles peninsulares se les despojaron de todos sus bienes para realizar con ellos “memorable ejemplo de venganza”. El resultado de todas estas medidas fue el exilio de unos 12.000 españoles peninsulares del virreinato del Perú.
Según el historiador Rubén Vargas Ugarte dice que, de los 12 000 españoles que vivían en Lima a la instauración de la república en 1821, al finalizar la autoridad de Monteagudo en 1822, se había reducido a 600 peninsulares. Tras la batalla de Ayacucho en 1824, en Lima, en torno a 6000 civiles españoles, peninsulares y criollos originarios del país, sin recursos para escapar, buscaron la protección detrás de las murallas de la fortaleza del Callao cuya guarnición se componía de la fuerza de Rodil, de unos 2000 soldados, cuya resistencia se prolongó hasta el año 1826. Un asedio implacable produjo como resultado final la capitulación de la fortaleza, pero a costa de la muerte de la casi la totalidad de los 6000 asilados y sus familias,[cita requerida] que en número de 6000 a 8000 se refugiaron dentro del recinto. Quedando al final del sitio 400 soldados supervivientes, de un total de tan solo 700 personas vivas.